# Luanda (stad)
Luanda (vroeger Loanda of Loeanda) is de grootste stad en de hoofdstad van Angola. Het is de belangrijkste zeehaven van Angola, gelegen aan de Atlantische Oceaan, en zowel het bestuurlijke centrum van het land als de hoofdstad van de provincie Luanda. Het werd gesticht op 25 januari 1576 door de Portugese fidalgo en ontdekkingsreiziger Paulo Dias de Novais, onder de naam São Paulo da Assunção de Loanda.

## Bevolking
Bij de volkstelling in 2014 had de stad 6,8 miljoen inwoners. In 1970, telde de stad nog 475.328 inwoners. De enorme toename werd veroorzaakt door vluchtelingen van de burgeroorlog die duurde tot 2002. Hiermee behoort Luanda tot de drie grootste metropolen van het Afrika ten zuiden van de evenaar, na Kinshasa en Johannesburg, en kan het gerekend worden tot de zes grootste metropolen van Afrika. Verder is het in inwoneraantal de derde Portugeestalige stad ter wereld, na de Braziliaanse steden São Paulo en Rio de Janeiro.
Luanda is te verdelen in Baixa de Luanda (het lage aan het water gelegen stadsdeel) en Cidade Alta (het hoger gelegen deel). Over nieuwe of oude delen kan nauwelijks gesproken worden, omdat elk deel van de stad en de aanliggende gebieden in constructie is, als onderdeel van het project van 'Nationale Reconstructie'. De inwoners van Luanda zijn van oorsprong van Afrikaanse etnische groepen, zoals de Ovimbundu, Mbundu en Bakongo. De meest gesproken taal is het Portugees, hoewel vele inheemse Bantoetalen worden gesproken. Er is een kleine bevolking van Europese oorsprong en een toenemende Chinese bevolking.

## Geschiedenis
Luanda werd in 1575 gesticht door de Portugese ontdekkingsreiziger Paulo Dias de Novais als 'São Paulo da Assunção de Loanda'. In 1618 werd de vesting Fortaleza São Pedro da Barra gebouwd. In 1634 werd de vesting Fortaleza de São Miguel voltooid. De stad is sinds 1627 het bestuurlijke centrum van Angola geweest, met uitzondering van 1640 tot 1648. In 1640 werd Luanda veroverd door een vloot van de Nederlandse West-Indische Compagnie onder leiding van Cornelis Jol. Het heette toen Fort Aardenburg. Dit fort maakte deel uit van de Nederlandse Loango-Angola kust. In 1648 heroverden de Portugezen het gebied. Van ongeveer 1550 tot 1850 was Luanda een centrum van slavenhandel naar Brazilië. Luanda werd de haven waar de meeste slaven van de geschiedenis werden ingescheept, met meer dan 2,8 miljoen slaven.

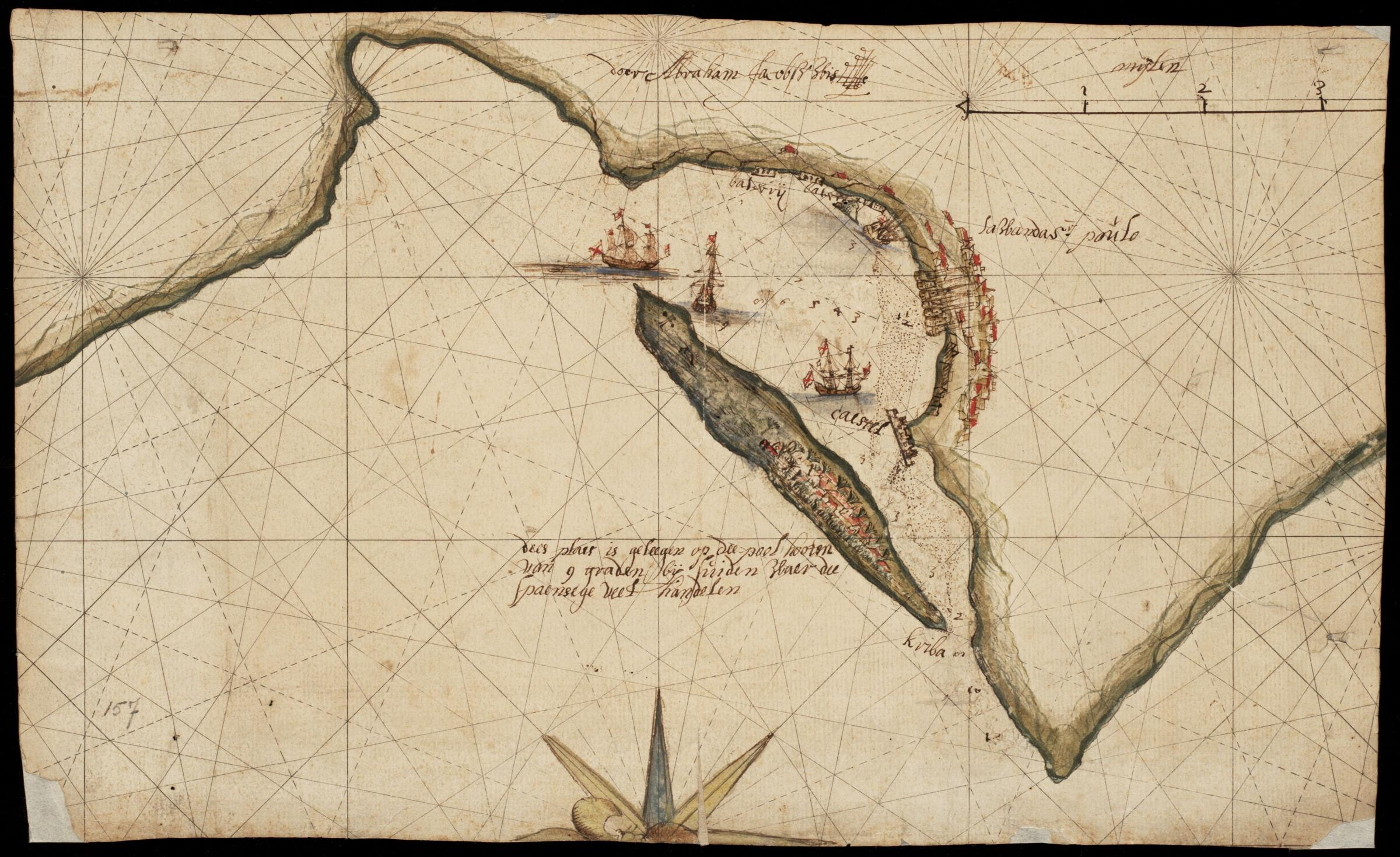
Historische kaart van de baai van Luanda
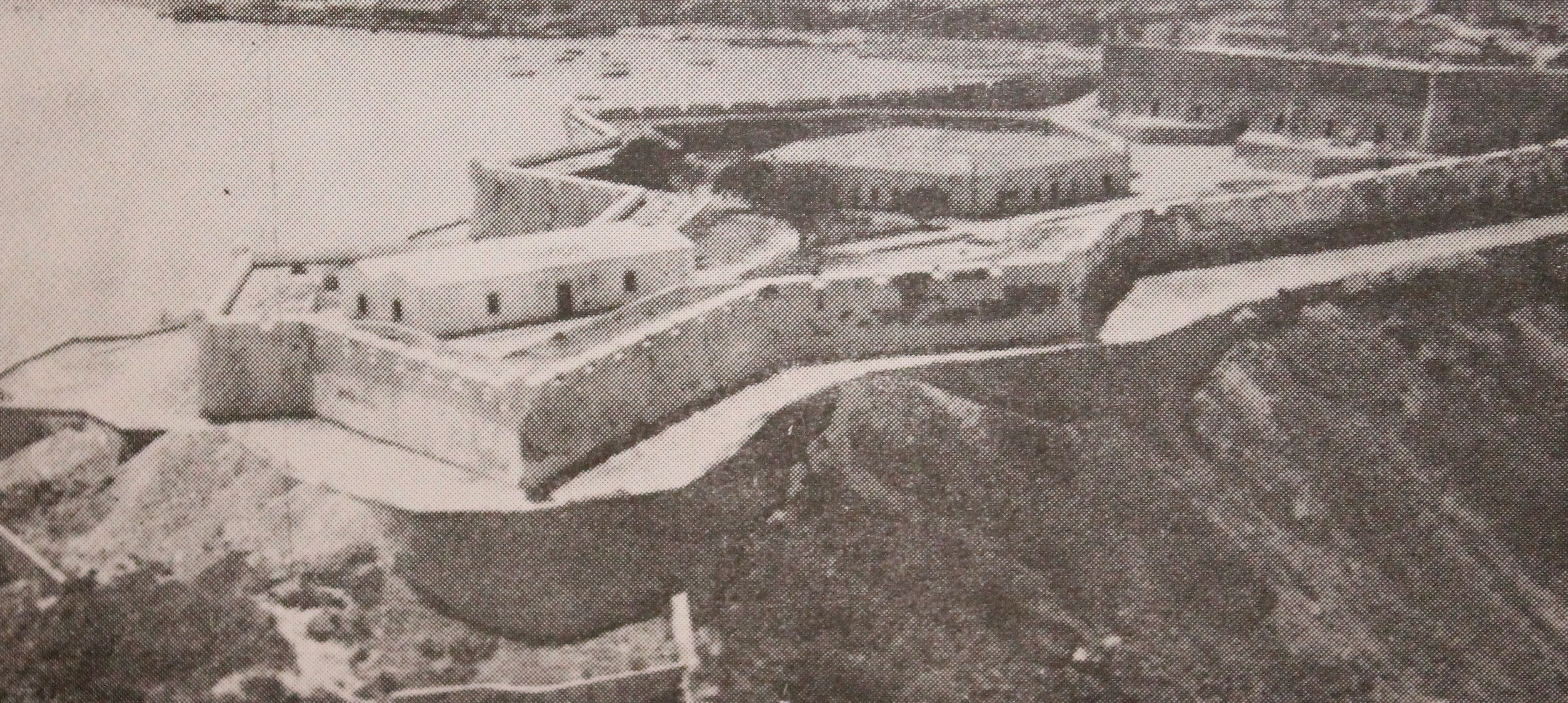
Fortaleza de São Miguel

Toen Angola in 1975 onafhankelijk werd, vertrok een groot deel van de Portugese bevolking uit Luanda. Deze mensen werden vervangen door grote aantallen Cubanen. Veel van hen waren militairen. Het is de zetel van een rooms-katholieke aartsbisschop. Ook de Universiteit van Angola en het paleis van de gouverneur zijn er gevestigd.
De burgeroorlog, die sinds de onafhankelijkheid in 1975 woedde, was in april 2002 afgelopen. Het land is druk bezig met het herstel en de opbouw van de infrastructuur, zoals wegen, scholen en medische faciliteiten.

## Economie en transport
De internationale luchthaven van Luanda is Luchthaven Quatro de Fevereiro. Het is de grootste luchthaven van het land.
Luanda heeft een uitstekende natuurlijke haven, en de belangrijkste uitvoerproducten zijn koffie, katoen, suiker, diamanten, ijzer en zout. Tot 2002 werd de economie van Luanda erg belemmerd door de conflicten in Angola, die begonnen in 1961 met de eerste opstand van Angolezen tegen de koloniale overheersing van het dictatoriale Portugal.

## Stadsbeeld

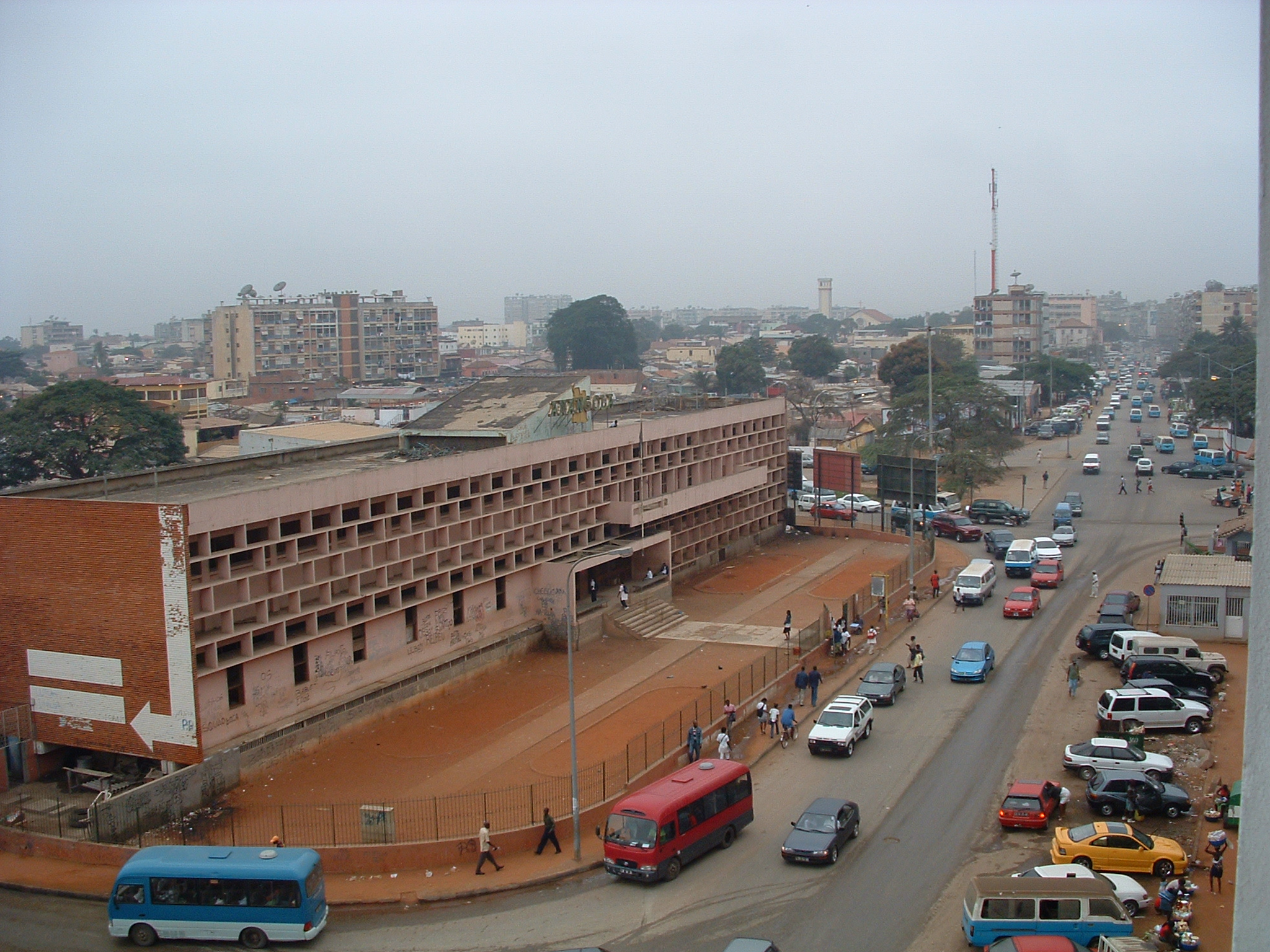
Luanda in 2005

Het stadsbeeld van Luanda is erg aan het veranderen sinds het einde van de oorlog in 2002. De 'Nationale Reconstructie' werd vanaf 2012 in gang gezet. Een populair project van de regering was Kilamba Kiaxi. Hier werden vanaf 2007 dicht bij het stadion '11 de Novembro' in drie fasen duizenden appartementen gebouwd voor een nieuwe stad van bijna een half miljoen inwoners. Na de zomer van 2012 kwamen hierbij problemen aan het licht door hoge prijzen en lage bezetting van de huizen, energie-uitval en watertekort, waar vervolgens een commissie werd ingesteld om dit op te lossen. Het tweede geslaagde project is de 'Baai van Luanda', dat op 28 augustus 2012 officieel werd geopend. Het gaat om de boulevard met veel extra ruimte gemaakt voor recreatie aan het water van Luanda over de lengte van het schiereiland genaamd 'Ilha de Luanda'. Hoogbouw is in ontwikkeling in Luanda. In 2009 opende het eerste 100-meter gebouw van Luanda. Een 24 verdiepingen tellende toren van 102 meter hoog, met een gemengde kantoor-, woon- en commerciële functie.
Luanda was een van de vier Angolese steden waar een stadion werd gebouwd voor de Afrika Cup van 2010.

## Partnersteden
- São Paulo, (Brazilië)
- Salvador, (Brazilië)
- Houston, (Verenigde Staten) (sinds 2003)
- Lissabon, (Portugal)
- Brasilia, (Brazilië) (sinds 1968)
- Macau, (China)
- Maputo, (Mozambique)
- Tahoua, (Niger)
- Johannesburg, (Zuid-Afrika)

## Bekende inwoners van Luanda

### Geboren
- José Baptista Pinheiro de Azevedo (1917-1983), Portugees militair en premier van Portugal (1975-1976)
- José Águas (1930-2000), voetballer
- Jorge Alberto Mendonça (1938), voetballer
- José Eduardo dos Santos (1942-2022), president van Angola (1979-2017)
- Eduardo Nascimento (1943-2019), zanger
- Armando Gama (1954-2022), singer-songwriter
- Nuno Reis (Nomen) (1974-2022), graffitikunstenaar
- Flávio Amado (1979), voetballer
- Manucho (1983), voetballer
- Ze Kalanga (1983), voetballer
- Nando Rafael (1984), Duits voetballer
- Marco Ibraim de Sousa Airosa (1984), voetballer
- Luwamo Garcia (1985), voetballer
- Guilherme Afonso (1985), voetballer
- Diangi Matusiwa (1985), voetballer
- Luís Pedro (1990), voetballer
- William Carvalho (1992), Portugees-Angolees voetballer
- Lucas João (1993), voetballer
- Hélder Costa (1994), voetballer
- Gelson Dala (1996), voetballer

### Overleden
- Georg Markgraf (1610-1644), Duits wetenschapper